# 中之町 (下関市)
中之町（なかのちょう）は、山口県下関市にある地名。郵便番号は750-0004。当地域の人口は410人（平成27年国勢調査による。）。

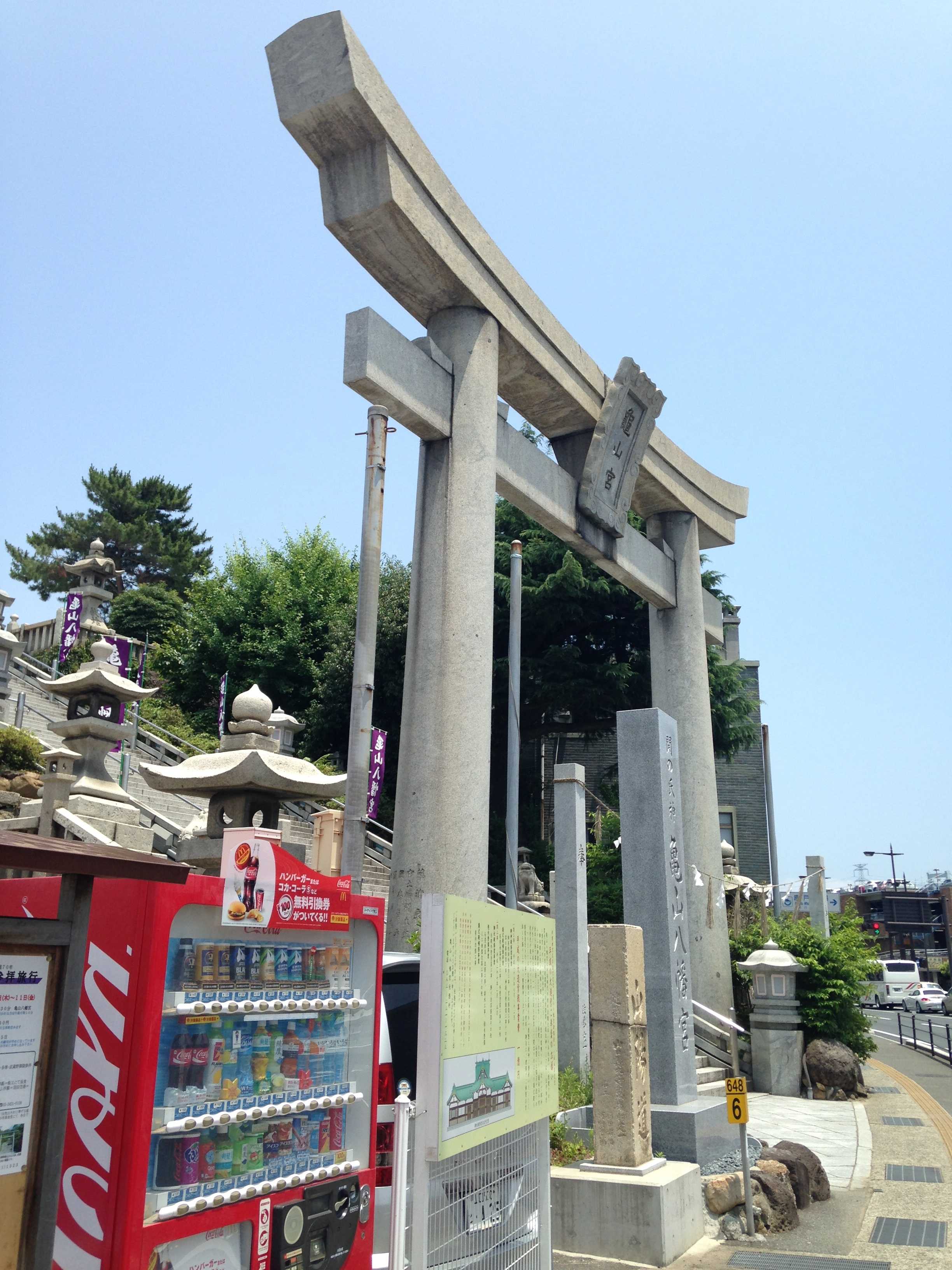
亀山八幡宮の大鳥居。龜山宮の山の部分に野球ボールがあるのが特徴的。

## 地理
下関市の南部に位置する。北は宮田町と赤間町、東は阿弥陀寺町、南と西は唐戸町に隣接する。

## 歴史
中之町は江戸頃から見られる地名であり、寛保2年(1742年)には中ノ丁と書かれた。また、かつては亀山八幡宮境内の北側を神宮司町と言った。亀山八幡宮の亀山能は市の無形文化財に指定されている。また、引接寺の三門は市の有形文化財となっている。

### 地名の由来
阿弥陀寺町と赤間町の中間にあるため中之町と言われた。

### 沿革
- 貞観元年(859年)12月 - 宇佐八幡宮を勧請して亀山八幡宮を創建[3]。
- 永禄3年(1560年) - 忠誉一徳上人が黒田村から引接寺を移す[3]。
- 慶長3年(1598年) - 小早川秀秋が引接寺境内北側に五重の石塔を建てる。のち大破したため、明治5年(1872年)に撤去[3]。
- 天保10年(1840年) - 入江卯兵衛が寺子屋を開設。のち文久元年(1861年)には廃止[2]。
- 文久3年(1863年) - 下関戦争で亀山の砲台を使用。このとき多数の死傷者が出たが亀山砲台側は死傷者がいなかったため、亀山八幡宮は矢除八幡宮といわれるようになった[3]。
- 明治7年(1874年) - 亀山八幡宮が郷社となる[3]。
- 明治20年(1887年) - 亀山八幡宮の社殿を消失。明治33年(1888年)には再建[3]。
- 明治22年(1889年) - 下関中之町郵便局開設[2]。
- 明治34年(1901年) - 亀山八幡宮が県社に昇格[3]。

### 地区の変遷
- 昭和29年の地区変更
中之町の一部が赤間町、唐戸町になり、赤間町、阿弥陀寺町、外浜町の一部を編入した[2]。
- 昭和31年の地区変更
昭和29年に一部を編入した外浜町と合併(編入)した[2]。
- 昭和39年の地区変更
中之町の一部が唐戸町、阿弥陀寺町になり、赤間町の一部を編入した[2]。

## 小・中学校の学区
市立小・中学校に通う場合、学区は以下の通りとなる。
| 町丁   | 番・番地 | 小学校             | 中学校             |
| ------ | -------- | ------------------ | ------------------ |
| 中之町 | 全域     | 下関市立名池小学校 | 下関市立名陵中学校 |

## 施設・史跡
- 亀山八幡宮 (祭神:応神天皇、仲哀天皇、神功皇后、仁徳天皇)
- 引接寺 (関亀山、本尊阿弥陀如来)
- 下関中之町郵便局
- 宮地獄神社(祭神:息長足比売命、勝村大神、勝頼大神)[5]
- 熊鷹稲荷神社(祭神:倉稲魂命)[5]
- 恵比寿神社(祭神:事代主神、大国主命)[5]
- 床屋発祥地碑[5]
- お亀神社(祭神:お亀明神)[5]
- 亀山砲台跡[5]
- 日本一の御影石(花崗岩)製鳥居[5]